# Babice u Lesonic
Babice (deutsch Babitz) ist eine Gemeinde  in Tschechien. Sie liegt neun Kilometer nordwestlich von Moravské Budějovice und gehört zum Okres Třebíč.

## Geographie
Babice befindet sich in einer Hügellandschaft der Böhmisch-Mährischen Höhe am rechten Abhang über der Quellmulde des Šebkovický potok. Östlich erhebt sich der Tašky (582 m), südöstlich der Brdo (580 m) und im Nordwesten der Kozí vrch (574 m). Südlich des Dorfes liegt die Wüstung Martinice.
Nachbarorte sind Bolíkovice im Norden, Loukovice im Nordosten, Šebkovice im Osten, Nové Dvory und Horní Lažany im Süden, Lesonice im Südwesten sowie Cidlina im Westen.

## Geschichte
Babice wurde 1349 erstmals urkundlich als Pabicz erwähnt. Besitzer war zu dieser Zeit Vilém z Babic, der den Kreuzherren mit dem Roten Stern die Hälfte der Dörfer Babice, Martinice, Loukovice und einen Teil von Vesce sowie das halbe Kirchpatronat überließ. Nach dieser Stiftung nahm er seinen Sitz auf Bolíkovice und nannte sich Vilém z Bolíkovic. 1387 verkaufte er seine Herrschaft an Jaroslav von Sternberg und 1437 erwarben sie die z Bolíkovic zurück, die sich dann wieder z Babic nannten. 1495 erfolgte der Verkauf an die Herren z Bačkovic und ab 1610 wurden die Hrubčický z Čechtína Besitzer, die die Herrschaft Babice an Lesonice anschlossen. 1614 vernichtete ein Großbrand das gesamte Dorf einschließlich Kirche und Pfarrhaus. Nach dem Brand wurde der Ort wieder aufgebaut und auch die Kirche entstand neu. Doch schon wenig später wurde der Ort während des Dreißigjährigen Krieges erneut zerstört und um 1640 wurde die Kirche wieder hergerichtet.
Aus dem Jahre 1721 stammt die erste Nachricht über eine Dorfschule, die jedoch schon älter ist, da zu diesem Zeitpunkt der Lehrer im Alter von 79 Jahren verstarb. Aus dem Jahre 1771 ist eine große Missernte überliefert und durch die Gegend zogen Bettler, die die Cholera einschleppten. Die Seuche hielt ein ganzes Jahr an und im Kirchsprengel starben 150 Menschen anstelle der sonst üblichen 45 Todesfälle. Im Jahre 1775 brach wegen der großen Not in der gesamten Herrschaft Lesonice ein Bauernaufstand aus. Während der Napoleonischen Kriege zogen am 20. November 1805 französische Truppen unter Marschall Bernadotte durch Babice und Bolíkovice. Im selben Jahre entstand westlich des Dorfes am Wald Sýčka die Veronikakapelle, um die sich Sagen im Zusammenhang mit den Franzosen ranken.
Nach der Ablösung der Patrimonialherrschaften wurde Babice, das zuletzt der Herrschaft Sádek untertänig war, 1850 Teil des politischen Bezirkes Znaim. Zu dieser Zeit bildeten Babice, Bolíkovice, Lesonice und Cidlina eine Gemeinde. 1867 wurde Lesonice eigenständig, 1875 Cidlina und schließlich 1919 auch Bolíkovice. Seit 1896 war das Dorf der neu eingerichteten Bezirkshauptmannschaft Mährisch Budwitz zugewiesen.
1960 erfolgte die Eingemeindung von Bolíkovice und im Jahre 1985 verlor Babice seine Selbstständigkeit und wurde Teil von Lesonice. Seit 1990 bildet Babice mit dem Ortsteil Bolíkovice wieder eine eigene Gemeinde. 1998 wurde die Kirche renoviert.

## Der Fall Babice
Nach dem Zweiten Weltkrieg fassten die kommunistischen Machthaber in der Bevölkerung, die größtenteils katholisch war, nur schwer Fuß. Am 2. Juli 1951 erfolgte in Babice ein bewaffneter Überfall auf eine Sitzung des örtlichen kommunistischen Nationalausschusses, bei dem drei der vier Ausschussmitglieder getötet wurden und der zu einem der größten kommunistischen Schauprozesse in der Tschechoslowakei führte. Dabei wurden bei mehreren in Jihlava abgehaltenen Prozessen elf Menschen, darunter zwei Priester hingerichtet und 111 zu langen Zuchthausstrafen verurteilt. Hinzu kamen Umsiedlungen und sippenhaftartige Benachteiligungen.
Jedoch blieben die wahren Hintergründe dieses Verbrechens unaufgeklärt. Insbesondere zur Personen des Haupttäters Ladislav Malý, der mit weiteren drei Personen die Ausschusssitzung in der Schule stürmte und die vier Anwesenden niederschoss, bestehen unterschiedliche Auffassungen. Malý, der einen Tag nach der Tat gestellt und dabei zusammen mit einem Komplizen erschossen wurde, wird zum einen als fanatischer Antikommunist bzw. unberechenbarer Alkoholiker betrachtet. Andererseits wird auch von einer Auftragstat durch den Staatssicherheitsdienst gesprochen, die den Anlass für bereits vorbereitete Schauprozesse gegen Kirche und Landbevölkerung schaffen sollte. Diese Vorgänge wurden später als „Fall Babice“ bzw. „Operation Babice“ bekannt. Nach der samtenen Revolution wurden alle im Fall Babice Verurteilten rehabilitiert.

## Sehenswürdigkeiten

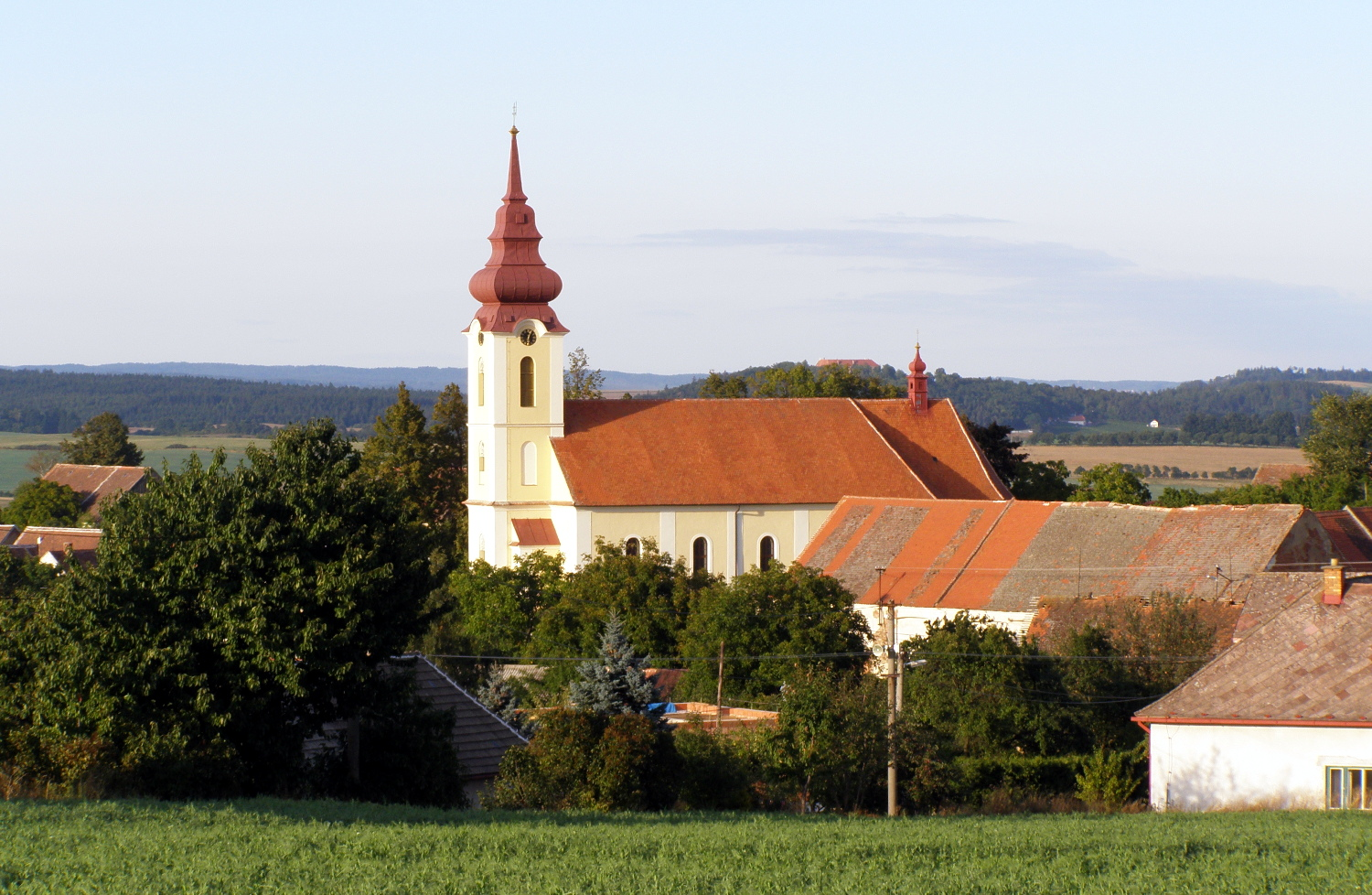
Pfarrkirche der hl. Dreifaltigkeit

- Kirche der Hl. Dreifaltigkeit, 1863 anstelle eines Vorgängerbaus errichtet
- Kapelle der Hl. Veronika am Sýčkawald, 1805 als Holzkapelle errichtet und 1847 durch einen gemauerten Bau ersetzt

## Bevölkerungsentwicklung
| Jahr      | 1869 | 1880 | 1890 | 1900 | 1910 | 1921 | 1930 | 1950 | 1961 | 1970 | 1980 | 1991 | 2001 | 2011 | 2021 |
| --------- | ---- | ---- | ---- | ---- | ---- | ---- | ---- | ---- | ---- | ---- | ---- | ---- | ---- | ---- | ---- |
| Einwohner | 383  | 416  | 429  | 453  | 425  | 428  | 371  | 302  | 319  | 293  | 256  | 230  | 212  | 191  | 186  |

## Persönlichkeiten
- Jakub Deml, tschechischer Dichter und Schriftsteller, wirkte ab 1. August 1904 als Kooperator am Pfarramt und gab während dieser Zeit ein Sammelwerk mit Graphiken des Bildhauers František Bílek heraus.

## Gemeindegliederung
Zur Gemeinde Babice gehört der Ortsteil Bolíkovice (Bulikowitz) mit der Einschicht Bolíkovický Mlýn. Auf den Fluren liegt südlich von Babice die Wüstung Martinice.